# Phacelia neglecta
Phacelia neglecta är en strävbladig växtart som beskrevs av Marcus Eugene Jones. Phacelia neglecta ingår i Faceliasläktet som ingår i familjen strävbladiga växter. Inga underarter finns listade i Catalogue of Life.